# Proveedor de servicios de aplicación
Un proveedor de servicios de aplicación o ASP (del inglés, Application Service Provider) es una empresa que ofrece servicios de computación a sus clientes a través de una red. El software ofertado mediante un modelo ASP es conocido también como Software a demanda o Software como Servicio (SaaS). El sentido más restrictivo del término sería el de facilitar el acceso a un programa de aplicación (tales como gestión de relaciones con clientes), vía un protocolo estándar como HTTP.
La necesidad de los ASP ha surgido a partir del aumento de costes que suponen los programas informáticos especializados, que han superado con creces el rango de precios asumibles por las pequeñas y medianas empresas. Además, la creciente complejidad de los programas informáticos ha dado lugar a enormes costes en la distribución del software hasta los usuarios finales. A través del modelo ASP, la complejidad y los costes de dicho software se pueden reducir. Además, la cuestión relativa a la actualización de dicho software se sustrae al cliente final al trasladar al ASP la responsabilidad de mantener actualizados los servicios, de apoyo técnico 24 x 7, de seguridad física y electrónica y soporte integrado de la continuidad del negocio y de trabajo flexible.
La importancia de este mercado se refleja en su tamaño. A principios de 2003, las estimaciones de mercado para Estados Unidos oscilan entre 1,5 y 4 mil millones de dólares. Entre los clientes típicos de servicios ASP se incluye a empresas, organizaciones gubernamentales, organizaciones sin fines de lucro y otras organizaciones de socios.

## Tipos de proveedores ASP
Hay varias formas de negocio ASP: 
- ASP especialista o funcional que ofrece una aplicación simple, como el procesamiento de pagos con tarjeta de crédito o el cálculo del tiempo trabajado;
- Un ASP de mercado vertical que entrega un paquete de soluciones para un tipo específico de cliente, como una consulta dental;
- ASP empresarial que despliega un amplio espectro de soluciones;
- ASP de dimensión local que ofrece a pequeñas empresas servicios en un área limitada.

Algunos analistas identifican un ASP de volumen como un quinto tipo. Se trata básicamente de un ASP especializado que ofrece una solución empaquetada de bajo costo a través de su propio sitio web. PayPal es un ejemplo de este tipo y el volumen al que opera es la manera de reducir el coste unitario de cada transacción. 
Además de estos tipos, algunas grandes empresas multilínea (como IBM) emplean los conceptos ASP como un modelo de negocio particular de soporte a clientes específicos..

## El modelo ASP
El software de la aplicación reside en el proveedor del sistema y se accede por los usuarios a través de un navegador web utilizando HTML o por software de cliente de propósito especial proporcionada por el proveedor. Software cliente personalizado también puede interactuar con estos sistemas a través de APIS XML. Estas API también se pueden utilizar también cuando se necesite la integración con sistemas internos de la empresa cliente.
Rasgos comunes asociados con los ASP incluyen: 
- el ASP posee y opera plenamente la(s) aplicación(es) software;
- el ASP es propietaria, opera y mantiene los servidores que soportan el software;
- el ASP hace la información disponible para los clientes a través de la Internet o un "cliente ligero";
- el ASP factura sobre la base de "por uso" o mediante una cuota mensual o anual.

Entre las ventajas de este enfoque pueden señalarse: 
- Las cuestiones relativas a la integración del software se sustraen al cliente;
- Los costes del software de aplicación se reparten entre los distintos clientes;
- Los vendedores pueden emplear su mayor experiencia en el desarrollo de aplicaciones que el personal interno de la empresa;
- Los sistemas clave se mantienen actualizados, disponibles y gestionados para su mayor rendimiento por personal experto;
- Mejora de la fiabilidad, disponibilidad, escalabilidad y seguridad de los sistemas informáticos internos;
- Un Acuerdo de Nivel de Servicio con el proveedor garantiza un cierto nivel de servicio;
- Acceso a expertos en la tecnología y el producto dedicados a los productos de la gama;
- Reducción de los costos de TI internos a una cuota mensual fija;
- La redistribución de personal de TI y herramientas estratégicas para centrarse en proyectos de tecnología de la empresa que tienen un impacto en el balance final.

Algunas desventajas inherentes incluyen:
- El cliente debe aceptar, en general, la aplicación tal y como la sirve el PSA, dado que éste sólo puede ofrecer una solución personalizada para los mayores clientes;
- El cliente debe hacer descansar en el proveedor el desempeño de una función crítica para el negocio, lo que limita el control sobre esa función;
- Cambios en el mercado de ASP pueden resultar en cambios en el tipo o nivel de servicio disponible para los clientes
- La integración con los sistemas no ASP del cliente puede ser problemática .

La evaluación de la seguridad proporcionada por un Proveedor de Servicios de Aplicaciones cuando se opta por una infraestructura ASP puede implicar un alto costo, dado que la empresa debe valorar el nivel de riesgo asociado al ASP en sí.
Si no se valora adecuadamente tal riesgo puede darse lugar a: 
- Pérdida de control sobre los datos corporativos;
- Pérdida de control de la imagen corporativa;
- Nivel de seguridad del ASP insuficiente para contrarrestar los riesgos;
- Exposición de los datos corporativos a otros clientes ASP;
- Compromiso de los datos corporativos.

Algunos otros riesgos incluyen errores de apreciación sobre el futuro financiero de la empresa ASP, en general, es decir, cómo de estable es la empresa y si tiene los recursos necesarios para continuar en el negocio en el futuro previsible. Por estas razones, Cisco Systems ha desarrollado una evaluación exhaustiva de directriz. Esta guía incluye la evaluación del ámbito de aplicación de la ASP del servicio, la seguridad del programa de la ASP y la madurez con respecto a la concienciación sobre la seguridad. Finalmente, las directrices indican que tan alta es la importancia de la realización de auditorías de la ASP con respecto a:
- Puerto / servicios de red;
- Vulnerabilidades de la aplicación;
- Personal de la empresa.

Visitas físicas a la ASP para evaluar la formalidad de la organización proporcionará información valiosa en la toma de conciencia de la empresa. 